# Ctenomys uco
Ctenomys uco és una espècie de mamífer rosegador de la família dels ctenòmids. És endèmic de la vall d'Uco, al centre-oest de l'Argentina, on viu a altituds d'entre 1.000 i 2.710 msnm. Es tracta d'un tuco-tuco menut del complex C. mendocinus, amb una llargada total de 215-263 mm, incloent-hi la cua de 64-79 mm, i un pes de 109-138 g. El seu hàbitat natural és un mosaic d'herbassars, matollars i vinyars. El seu nom específic es refereix a la seva localitat tipus. Com que fou descobert fa poc, encara no se n'ha avaluat l'estat de conservació. Tanmateix, segons els seus descriptors, podria ser una espècie amb dades insuficients, vulnerable o en perill.